# نووا وس و لشتینی
نووا وس و لشتینی (به چکی: Nová Ves u Leštiny) یک منطقهٔ مسکونی در جمهوری چک است که در ناحیه هاولیتشکوف برود واقع شده‌است. نووا وس و لشتینی ۵٫۱۳ کیلومتر مربع مساحت و ۱۰۳ نفر جمعیت دارد و ۴۵۰ متر بالاتر از سطح دریا واقع شده‌است.